# 兰尼桑科伊尔乌帕齐拉
兰尼桑科伊尔乌帕齐拉是孟加拉国的一个乌帕齐拉，位于朗布尔专区的塔古尔冈县。

## 地理
兰尼桑科伊尔乌帕齐拉位于孟加拉国西北角，总面积为287.59平方公里，距离首都达卡约480公里。其北部与巴利亚丹吉乌帕齐拉相邻，东接比尔甘杰乌帕齐拉，西邻哈里布尔乌帕齐拉，南部与印度接壤。

## 人口
据1991年孟加拉国人口普查，兰尼桑科伊尔乌帕齐拉总计156107人口，其中男性占比51.67%，女性占比48.33%，成年人口为76136。该地7岁以上人口之平均识字率为25.7%，低于全国平均水平（32.4%）。